# Buriadiaceae
Buriadiaceae é um  família de plantas que existiram do Carbonífero até o Permiano. Eram plantas vascularizadas que se reproduziam por semente e possuia apenas a espécie tipo Buriadia heterophylla, que originou a família. 